# Disclaimer II
 (octobre 2020).
Si vous disposez d'ouvrages ou d'articles de référence ou si vous connaissez des sites web de qualité traitant du thème abordé ici, merci de compléter l'article en donnant les références utiles à sa vérifiabilité et en les liant à la section « Notes et références ».
Albums de Seether
Disclaimer
(2002) Karma and Effect
(2005)
Singles
1. Broken
Sortie : mars 2004

Disclaimer II est le deuxième album studio du groupe sud-africain de metal alternatif Seether, publié le 15 juin 2004 sur le label Wind-up Records.

## Liste des chansons
| No  | Titre                 | Durée |
| --- | --------------------- | ----- |
| 1.  | Gasoline              | 2:49  |
| 2.  | 69 Tea                | 3:31  |
| 3.  | Fine Again            | 4:04  |
| 4.  | Needles               | 3:26  |
| 5.  | Driven Under          | 4:34  |
| 6.  | Pride                 | 4:07  |
| 7.  | Sympathetic           | 4:10  |
| 8.  | Your Bore             | 3:58  |
| 9.  | Fade Away             | 3:53  |
| 10. | Pig                   | 3:29  |
| 11. | Fuck It               | 2:58  |
| 12. | Broken                | 4:18  |
| 13. | Sold Me               | 3:41  |
| 14. | Cigarettes            | 3:11  |
| 15. | Love Her              | 4:12  |
| 16. | Take Me Away          | 3:56  |
| 17. | Got It Made           | 5:10  |
| 18. | Out of My Way         | 3:52  |
| 19. | Hang On               | 3:11  |
| 20. | Broken (avec Amy Lee) |       |